# 海外省 (葡萄牙)
海外省（葡萄牙語：província ultramarina ）是葡萄牙對其位於歐洲以外的海外領地的稱呼。

## 歷史
19世紀初，葡萄牙海外領土被稱為“海外自治領”，但行政改革使“海外省份”一詞開始使用。這符合多大陸主義的理念，或者說葡萄牙作為一個跨大陸國家而存在，其領土是葡萄牙國家不可分割的一部分。海外財產已被視為葡萄牙身份的一個要素。儘管在行政上被歸類為海外省，葡萄牙在印度的屬地保留了“國家”的榮譽稱號。
到了20世紀，這些領土大部分被稱為“殖民地”，但“海外省”一詞仍然是官方名稱。
1933年 6月13日通過的《葡萄牙殖民地法》，作為薩拉查領導的新國家政權的基本法規之一，取消了“海外省”作為領土的官方名稱，並完全用“殖民地”取代。安哥拉和莫三比克的殖民地本身又被細分成數個省份。
該名稱於1951年正式命名，作為薩拉查政府保留剩餘殖民地並滿足聯合國去殖民化政策的一部分。 與此同時，1970年，安哥拉和莫桑比克兩省分別獲得了“國家”的榮譽稱號。 以下領土隨後被重新分類：
- 葡屬西非
- 葡屬維德角
- 葡屬幾內亞
- 葡屬澳門
- 葡屬東非
- 葡属圣多美和普林西比
- 葡屬帝汶
- 印度國

這種分類一直持續到1974年康乃馨革命，新國家政權垮台後、葡屬非洲迅速非殖民化以及印度尼西亞吞併葡屬帝汶為止。
1976年，澳門被承認為“葡萄牙管理下的中國領土”，並被授予更多行政、財政和經濟自治權。三年後，葡萄牙和中國同意再次將澳門更名為“葡萄牙（臨時）管理下的中國領土”。這種分類一直持續到《中葡聯合聲明》和1999年澳門主權從葡萄牙移交給中華人民共和國為止。